# Tudor Dumitru
Tudor Dumitru (n. 22 mai 1908, Isverna, județul Mehedinți — d. 28 octombrie 1982, Iași) a fost un istoric, arheolog, epigrafist, numismat și profesor universitar român cu importante descoperiri și studii despre Dacia romană, Drobeta, Cavalerii danubieni.
Tudor Dumitru a absolvit liceul Traian din Drobeta Turnu Severin, apoi își continuă studiile la Facultatea de Istorie din București și la Academia Română din Roma. 
Doctor în istorie, decan al Facultății de Istorie, membru al Societății Internaționale de arheologie, Dumitru Tudor este un reprezentant de prim rang al științei istoriei și arheologiei de la noi.
Asemeni celor mai mulți istorici români, și Dumitru Tudor împletește vigoarea științifică cu pasiunea, reușind astfel performanța mult râvită și admirată de a învia lumea trecutului. În cazul lui, putem vorbi de omul de știință dublat de scriitorul inspirat.
El a consacrat numeroase studii și lucrări epocii îndepărtate a românilor:  Cavalerii danubieni, Istoria sclavagismului în Dacia romană, Sucidava. Une cité daco-romaine et byzantine en Dacie, Corpus monumentorum religionis equitum danuvinorum, Orașe, târguri și sate în Dacia romană, Decebal și Traian, etc.
Lucrările sale s-au bucurat și se bucură de un amplu ecou în țară și peste hotare.

## Premii
Obține Premiul „Vasile Pârvan” al Academiei Române în anii 1937, 1940, 1942.

## Opera
- Oltenia romană, Editura Academiei Republicii Socialiste România, București, 1978.